# Philomedes lofthousae
Philomedes lofthousae is een mosselkreeftjessoort uit de familie van de Philomedidae. De wetenschappelijke naam van de soort is voor het eerst geldig gepubliceerd in 1975 door Louis S. Kornicker.
De soort komt voor in de buurt van Kerguelen. Ze is genoemd naar Patricia D. Lofthouse, die specimens van deze soort in 1967 had geïdentificeerd als zijnde Philomedes assimilis.